# 65 Broadway

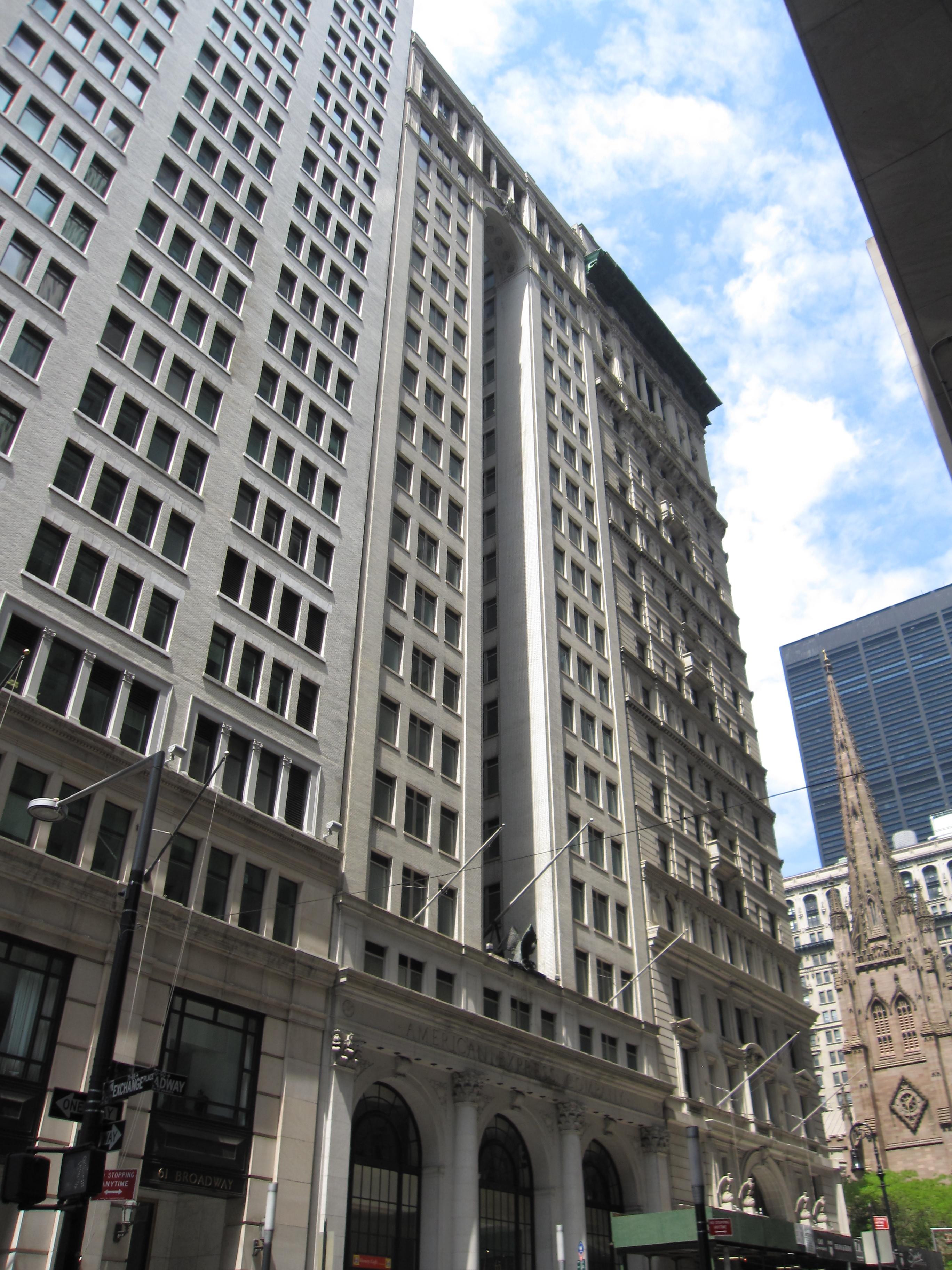
65 Broadway (mittleres Gebäude)

65 Broadway, auch Standards and Poor Building (früher auch American Express Building), ist ein 21-stöckiges Hochhaus im Finanzdistrikt von Manhattan in New York City. Es wurde von 1914 bis 1917 nach den Plänen von James L. Aspinwall von Renwick, Aspinwall & Tucker erbaut. Das Neoklassische Gebäude befindet sich unmittelbar in der Nähe der Trinity Church und grenzt südlich an das Adams Express Building im Norden an das Empire Building.

## Geschichte
Das Gebäude wurde wie viele Hochhäuser des Distrikts von Banken und Versicherungen in Auftrag gegeben, wie das American Surety Building oder 1 Wall Street von Irving Trust. Bis 1975 war 65 Broadway das Hauptquartier des Finanzdienstleisters American Express. 1995 wurde das Gebäude von der Landmarks Preservation Commission unter Denkmalschutz gestellt.